# Euaspis erythros
Euaspis erythros là một loài ong trong họ Megachilidae. Loài này được Meunier miêu tả khoa học đầu tiên năm 1890.